# Pachymerium capense
Pachymerium capense är en mångfotingart som beskrevs av Carl Graf Attems 1947. Pachymerium capense ingår i släktet Pachymerium och familjen storjordkrypare. Inga underarter finns listade i Catalogue of Life.